# Doris Zinkeisen
Doris Clare Zinkeisen (Rosneath, 31 de julho de 1898 — Suffolk, 3 de janeiro de 1991) foi uma cenógrafa, figurinista, pintora e artista comercial escocesa. Zinkeisen era mais conhecida por seu trabalho em cenografia.

## Início de vida
Doris Zinkeisen nasceu em Rosneath, Argyll, Escócia. Seus pais eram galeses, Clare Bolton-Charles e Victor Zinkeisen, um comerciante de madeira de Glasgow e artista amador. A família de seu pai era originária da Boêmia e estava estabelecida na Escócia há duzentos anos. Ela tinha uma irmã mais nova, Anna Zinkeisen, que também se tornou uma artista. A família deixou a Escócia e mudou-se para Pinner, perto de Harrow, em 1909. Zinkeisen frequentou a Harrow School of Art por quatro anos e ganhou uma bolsa de estudos na Academia Real Inglesa em 1917 junto com sua irmã Anna. Durante a Primeira Guerra Mundial, Zinkeisen serviu como Voluntary Aid Detachment em um hospital em Northwood, Middlesex.

## Carreira
Zinkeisen compartilhou um estúdio em Londres com a sua irmã durante as décadas de 1920 e 1930, de onde iniciou a sua carreira como pintora, artista comercial e desenhadora teatral.

### Pintura e arte comercial
O estilo realista de Zinkeisen a tornou popular como retratista e ela se tornou uma conhecida pintora da sociedade. O tema de suas pinturas, retratos da sociedade, retratos equestres e cenas dos parques de Londres e Paris refletem o estilo de vida da classe alta da época. Um dos primeiros sucessos foi seu retrato de 1925 da atriz Elsa Lanchester.
Ela também trabalhou amplamente em outras mídias como ilustradora e artista comercial, incluindo a produção de cartazes publicitários para várias empresas ferroviárias britânicas e murais para o RMS Queen Mary. Um cartaz de 1939 para o metrô de Londres, At the Theatre, foi impresso, mas nunca foi publicado devido ao início da Segunda Guerra Mundial.
Em 1944, Doris e sua irmã Anna foram contratadas pela United Steel Companies (USC) para produzir doze pinturas que foram reproduzidas na imprensa comercial e técnica na Grã-Bretanha, Canadá, Austrália e África do Sul. As imagens foram posteriormente compiladas em um livro, This Present Age, publicado em 1946.

#### Cartazes ferroviários

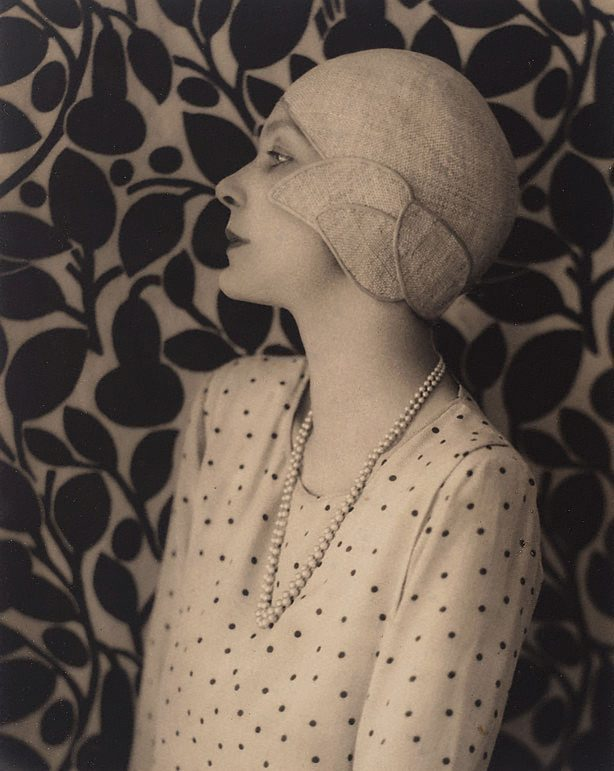
Doris Zinkeisen: Retrato New Idea com Fundo de Folha (1929). Fotografia por Harold Cazneaux

Zinkeisen produziu uma série de cartazes para London and North Eastern Railway (LNER), Southern Railway (SR) e London, Midland and Scottish Railway (LMS) na década de 1930. Os cartazes frequentemente apresentavam temas históricos e incluíam:
- Berwick-upon-Tweed by LNER (1930) que mostra Isabella MacDuff, Condessa de Buchan sendo punida por Eduardo I por coroar Roberto I em Scone em 1306.[12]
- Cambridge it's Quicker by Rail (1930) para LNER que mostra a Rainha Elizabeth I visitando o Queens College em 1564.[13]
- Durham by LNER (1932) baseado na lenda da dun cow mostra peregrinos seguindo uma leiteira com a Catedral de Durham ao fundo.[14]
- To York – Dick Turpin's Ride (1934) para LNER mostrando o salteador do século XVIII, Dick Turpin, cavalgando para Iorque em seu cavalo Black Bes com Catedral de Iorque ao fundo.[15]
- Western Highlands - Rob Roy (1934) para LNER/LMS mostrando Rob Roy de pé em uma montanha.[16]
- Scarborough, In Grandmother's Day (1935) para LNER mostrando pessoas em Scarborough no coreto do spa em trajes vitorianos, com o castelo e o mar ao fundo.[17]
- Coronation  (1937) para LNER mostrando a Coroação, a locomotiva construída por Timothy Hackworth em 1831 em homenagem à coroação do Rei William IV.[18]
- What to see from the windows of the Atlantic Coast Express (1937), um guia produzido para a SR com ilustrações.[19]
- The Coronation (1937) com o texto "desenhado por Sir Nigel Gresley, Engenheiro Mecânico Chefe, LNER, em homenagem à coroação do Rei George VI. Kings Cross – Edimburgo em 6 hora " mostrando a Coroação passando pelo campo.[20]
- Captain Cook at Whitby (c. 1937) para LNER mostrando o Capitão Cook e dois oficiais da Marinha Real no porto de Whitby com a Igreja de Santa Maria e a Abadia de Whitby ao fundo. O texto do cartaz diz "Suas viagens ao redor do mundo para fazer novas descobertas foram realizadas no Endeavour em 1768 e no Resolution em 1772. Ambos os navios foram construídos em Whitby. É mais rápido de trem. London and North Eastern Railway".[21]
- Scotland by East Coast Route para LNER com o texto "Os artigos da união entre a Inglaterra e a Escócia foram secretamente assinados em um porão na High Street Edimburgo 1706".[22]

#### RMSQueen Mary
Em 1935, a construtora naval John Brown and Company de Clydebank contratou ambas as irmãs Zinkeisen para pintar murais no Verandah Grill, um restaurante e clube noturno no transatlântico RMS Queen Mary. Os murais, com o tema entretenimento, retratam cenas de circo e teatro e ainda podem ser vistos no navio, agora atracado permanentemente em Long Beach, Califórnia. Zinkeisen também estava envolvida no planejamento da decoração interior, que apresentava uma pista de dança de parquet cercada por tapetes Wilton pretos, cortinas de veludo vermelho cravejadas de estrelas e uma ampla balaustrada iluminada cujas cores mudavam com a música. Escrevendo na Vogue em 1936, Cecil Beaton descreveu o Verandah Grill como "de longe o quarto mais bonito de qualquer navio – bem iluminado, de cor alegre e obviamente tão bem-sucedido que ficaria lotado se tivesse o dobro do tamanho atual". O maior mural foi danificado durante a Segunda Guerra Mundial por oficiais de artilharia que colaram gráficos no quadro de cartazes que cobria o mural. Depois da guerra, Zinkeisen restaurou o mural e supostamente pintou um rato no mural para que sempre houvesse um rato a bordo do Queen Mary, ironizando a Cunard, que se orgulhava de não ter roedores nos seus navios. Ambas as irmãs também contribuíram com murais para o RMS Queen Elizabeth em 1940.

#### Exposições e prêmios
Zinkeisen expôs na Royal Academy em 1929, na Royal Society of Portrait Painters em Londres e em Paris e nos Estados Unidos. Ela recebeu as medalhas de Bronze (1929), Prata (1930) e Ouro (1934) no Salão de Paris por seu trabalho. Em 1929, ela foi eleita membro do Royal Institute of Oil Painters (ROI).

### Cenografia e figurinista

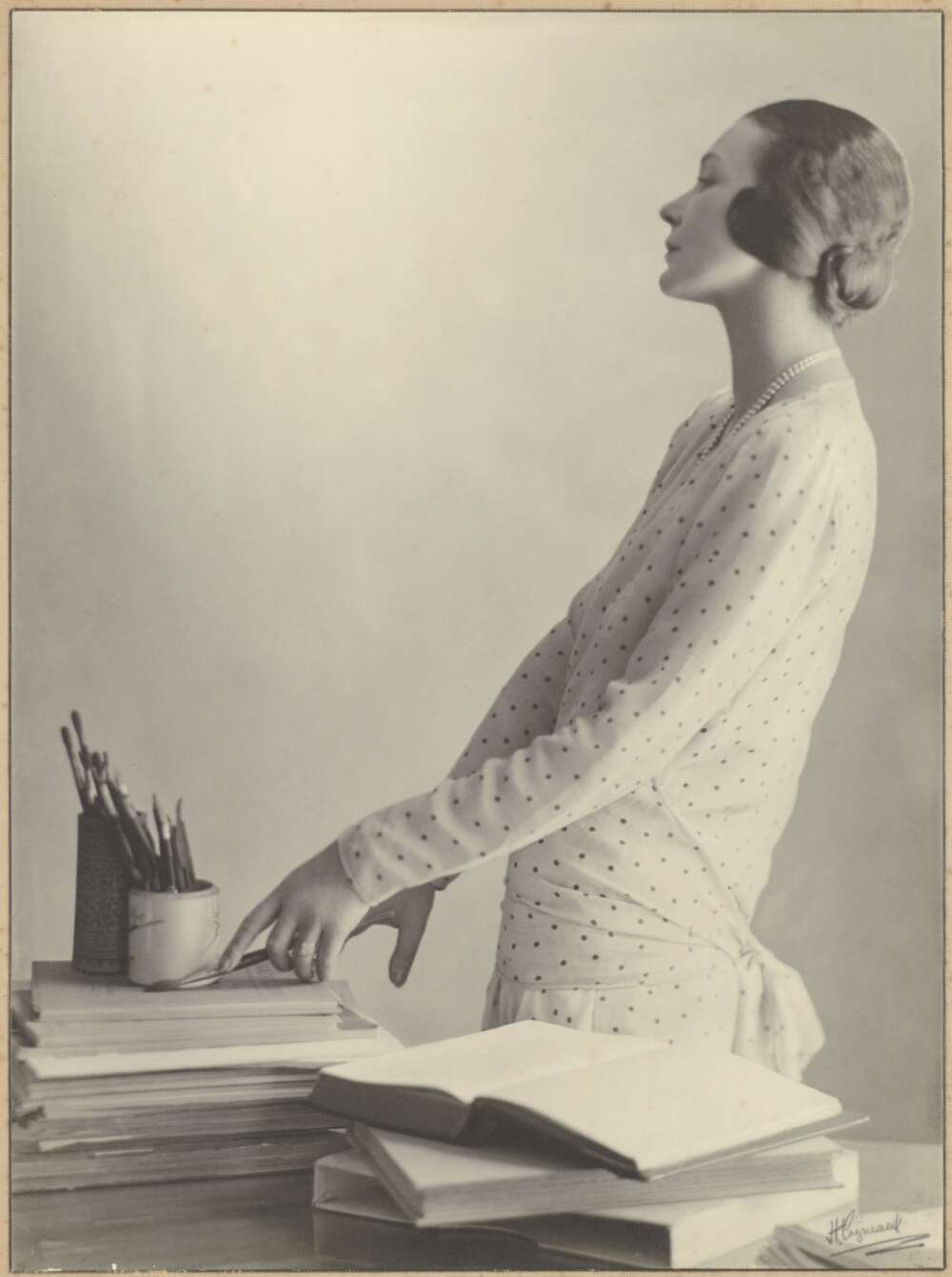
Doris Zinkeisen com seus pincéis (1929) por Harold Cazneaux

Zinkeisen foi uma cenógrafa e figurinista de sucesso para peças e filmes.
Apesar de seu sucesso como pintora e artista comercial, ela era mais conhecida como designer teatral.
Ela começou a trabalhar com cenografia assim que concluiu seus estudos na Royal Academy. Seu primeiro emprego foi trabalhar para o ator-empresário Nigel Playfair. A Playfair queria que Zinkeisen cantasse nas produções, mas Zinkeisen insistiu em permanecer nos bastidores. Uma das primeiras peças em que trabalhou foi a adaptação de 1923 de The Insect Play de Karel e Josef Čapek feita por Clifford Bax e Playfair. A peça teve 42 apresentações em maio e junho de 1923 no Regent Theatre em Londres. Claude Rains desempenhou três papéis e a produção foi a estreia profissional de John Gielgud. Rains descreveu Zinkeisen como "uma mulher deslumbrante".
Zinkeisen tornou-se a chefe de palco e figurinista das revistas populares de Charles B. Cochran em Londres. Cochran descreveu seu trabalho em um artigo publicado na revista The Studio em 1927.
A Senhorita Doris Zinkeisen parece-me seguir as melhores tradições da decoração teatral inglesa... Ela pode agora criar figurinos para todos os humores e tempos, e captar com igual facilidade o fervor ácido do puritanismo ou o doce lirismo de um fauno... esta jovem decoradora, na sua tenra idade está, na minha opinião, na primeira fila dos designers britânicos.— Charles B. Cochran, The Studio (1927)
Em 1928, Zinkeisen desenhou os trajes ara This Year of Grace de Noël Coward (também conhecido como "Cochran's Revue" ou " Cochran's 1928 Revue") no Pavilhão de Londres. Em 1933, Zinkeison projetou a decoração e os figurinos para a produção de Cochran do musical Nymph Errant de Cole Porter no Adelphi Theatre em Londres. O decote formando por um dos figurinos resultou em uma greve do coro contra a aparente indecência do figurino. O gerente do teatro Charles B. Cochran foi obrigado a alterar o colete para preencher o espaço com gaze. Em 1934, ela desenhou os figurinos para o musical da Broadway The Great Waltz no Centre Theatre, junto com Marion Claire, Marie Burke e Guy Robertson. Em 1935, ela desenhou os figurinos e cenários para Stop Press, a versão retitulada baseada em Londres da revista As Thousands Cheer de Moss Hart e Irving Berlin no Adelphi Theatre. Após a Blitz, durante a Segunda Guerra Mundial, ela desenhou figurinos e cenários para as produções de Arms and the Man e Richard III da Old Vic Company com Margaret Leighton, Ralph Richardson, Sybil Thorndike, Joyce Redman e Laurence Olivier no New Theatre.
Zinkeisen foi figurinista de vários filmes de Herbert Wilcox estrelados por Anna Neagle, incluindo a versão cinematográfica da opereta Bitter Sweet de Noël Coward (1933), The Little Damozel, que incluía um vestido quase transparente que foi posteriormente usado por Neagle em várias fotografias publicitárias e aparições públicas, Nell Gwyn (1934), The Queen's Affair (1934), Peg of Old Drury (1935), e a filme biográfico da Rainha Vitória, Victoria the Great, junto com sua sequência, Sixty Glorious Years. O filme de 1932 de Wilcox, The Blue Danube, foi baseado em um conto de Zinkeisen. O diretor britânico James Whale solicitou especificamente a Zinkeisen que desenhasse os figurinos do único filme estadunidense em que ela trabalhou, a versão cinematográfica de 1936 do musical Show Boat. Ainda hoje é o filme mais popular e conceituado em que Zinkeisen trabalhou. Em 1938 ela escreveu Designing for the Stage, um livro considerado por Sue Harper, professora de história do cinema, como uma "inovação influente". De acordo com Harper, Zinkeisen descreveu como ela "valorizou o talento visual e 'tratamento fantástico' acima de tudo", que ela pensava que as performances teatrais e cinematográficas deveriam ser conduzidas pela mise-en-scène e que o público era inconscientemente capaz de "decodificar detalhes visuais complexos". Em 1955, Zinkeisen criou a maquiagem de Laurence Olivier para a versão cinematográfica de Ricardo III.

### Segunda Guerra Mundial, enfermeira e artista de guerra

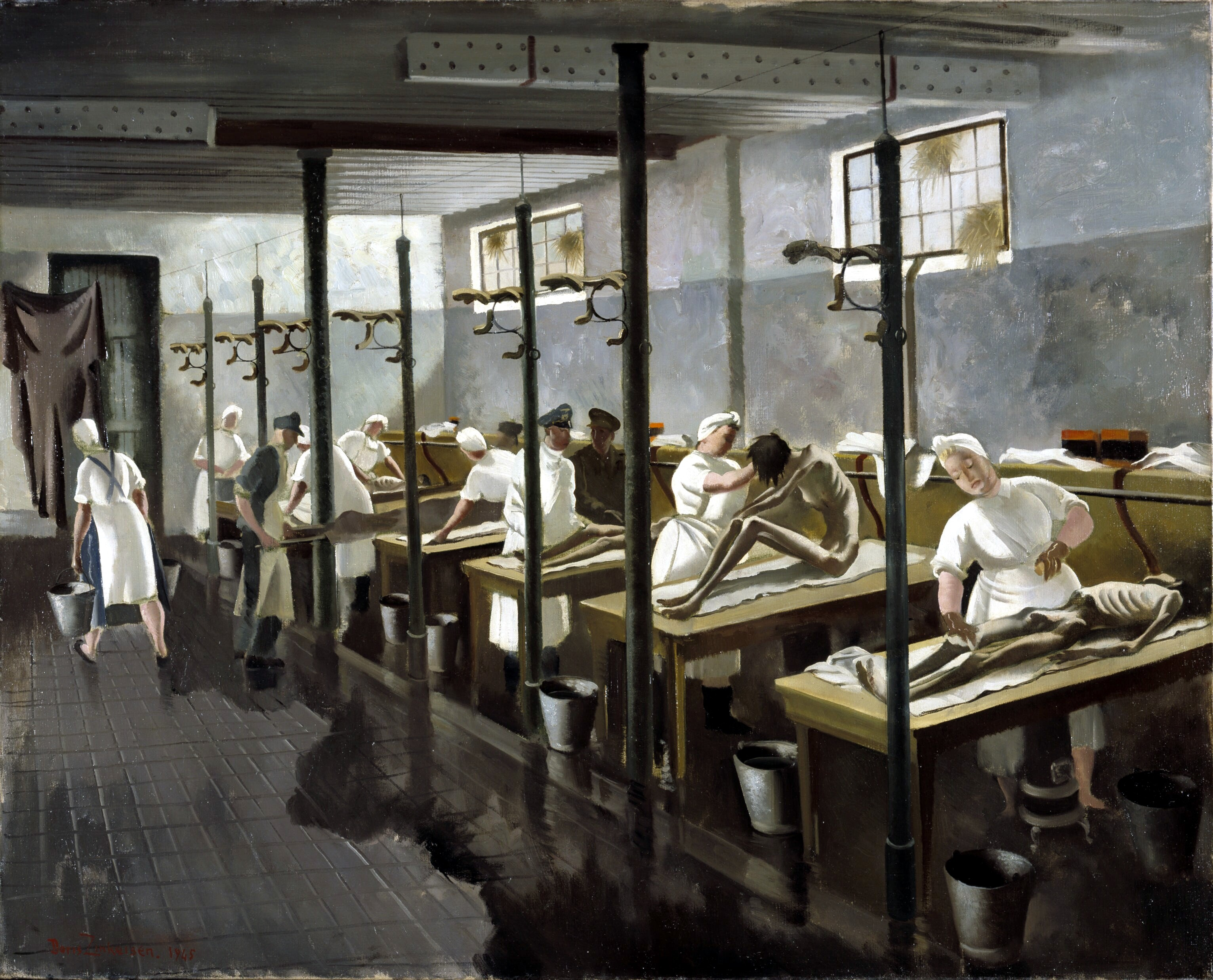
Human Laundry, Belsen, abril de 1945, óleo, Imperial War Museum

Durante a Segunda Guerra Mundial, Zinkeisen juntou-se à St. John Ambulance e trabalhou como enfermeira em Londres, ajudando vítimas da Blitz durante a guerra, tendo primeiro treinado como enfermeira do Voluntary Aid Detachment (VAD) durante a Primeira Guerra Mundial. Ela trabalhou no departamento de acidentes no Hospital St. Mary, Paddington. Zinkeisen trabalhava no departamento de acidentes pela manhã e pintava à tarde, registando os acontecimentos do dia. Após a libertação da Europa em 1945, Zinkeisen foi comissionada pelo War Artists' Advisory Committee (WAAC) como uma artista de guerra para a North West Europe Commission of the Joint War da Sociedade da Cruz Vermelha Britânica e da Ordem de São João. Conforme a equipe e os recursos da organização se mudavam para áreas recém-libertadas, o papel de Zinkeisen como artista de guerra era registrar as atividades da comissão. Baseada em Bruxelas, no quartel-general da comissão, ela gravou o trabalho de ajuda pós-guerra da comissão no noroeste da Europa, incluindo a reabilitação e repatriação de prisioneiros de guerra e internados civis. Zinkeisen viajou de caminhão ou de avião (de uma base da RAF próxima) por todo o noroeste da Europa fazendo esboços que ela trouxe para seu estúdio na sede da comissão para trabalhos posteriores.
Seu trabalho como artista de guerra incluiu três dias no campo de concentração de Bergen-Belsen em abril de 1945, imediatamente após sua libertação. Zinkeisen foi uma de um pequeno número de artistas que produziram quadros de Bergen-Belsen nos meses seguintes à sua libertação. Os outros artistas incluíam Leslie Cole, Mary Kessell, o sargento Eric Taylor (um dos libertadores do campo, também artista), Edgar Ainsworth e Mervyn Peake. Sua pintura Human Laundry mostra enfermeiros alemães lavando internos do campo antes de irem para o hospital. Thomas Sutcliffe, colunista do The Independent descreveu a pintura como "categoricamente representativa", "tão inflexível quanto um pôster de viagem", mostrando "brutalizadores obrigados a se tornarem cuidadores, vítimas voltadas para os pacientes". Quando Zinkeisen se tornou uma artista de guerra, sua paleta já havia escurecido com as cores de suas pinturas de sociedade. Suas pinturas de guerra usam tons de cinza, marrons e ocres suaves como contemporâneos como Eric Ravilious e Stanley Spencer.
Zinkeisen escreveu ao marido enquanto ela estava em Belsen. Seu filho, Murray Johnstone, descreveu as cartas:
Elas são verdadeiramente angustiantes e refletem a agonia que ela suportou enquanto fazia seu trabalho como artista de guerra. Ela sempre nos disse que a visão era horrível, além do cheiro que ela nunca conseguia esquecer. Ela teve pesadelos para o resto de sua vida.— Murray Johnstone
As pinturas da época de Zinkeisen como uma artista de guerra são mantidas pelo museu e arquivos da Cruz Vermelha, o museu da Ordem de São João e o Imperial War Museum.

### Depois da guerra
O seu trabalho fez parte do evento de pintura da competição de arte nos Jogos Olímpicos de Verão de 1948. Após a guerra, Zinkeisen continuou a trabalhar em Londres como designer teatral e realizou exposições ocasionais de suas pinturas. Ela desenhou a capa de uma edição especial da Everybody's Magazine para celebrar a coroação da Rainha Elizabeth II em junho de 1953. Em 1954, Zinkeisen desenhou o cenário e os figurinos do musical de Noël Coward, After the Ball, baseado na peça de Oscar Wilde, O Leque de Lady Windermere, e na peça dirigida por Prince Litter, The Little Glass Clock, escrita por Hugh Mills.

## Retratos de Harold Cazneaux

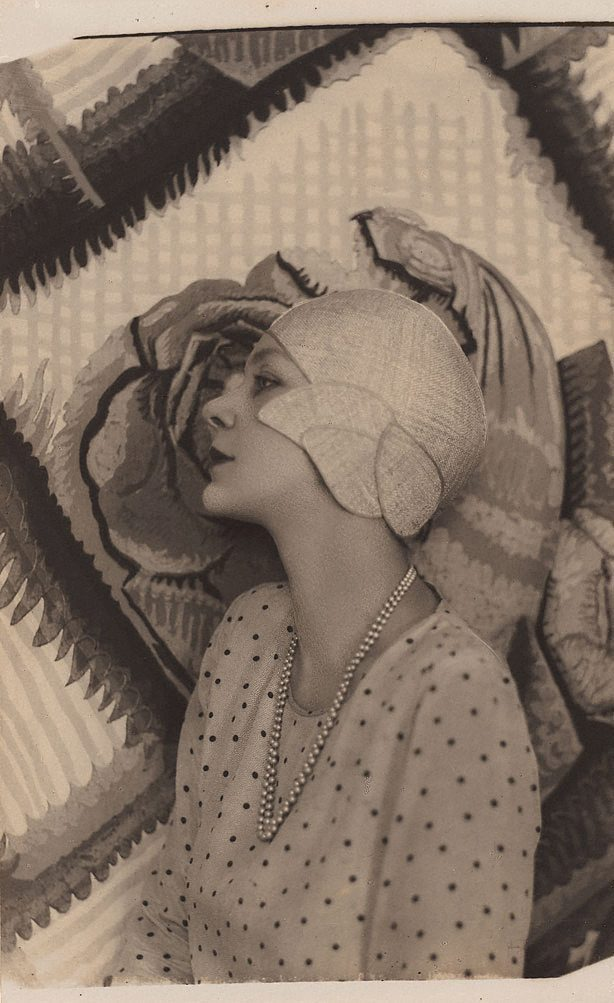
Doris Zinkeisen: Retrato New Idea com Fundo Estampado (1929) por Harold Cazneaux

Harold Cazneaux produziu três retratos fotográficos de Zinkeisen em 1929 em seu papel como fotógrafo-chefe da revista The Home; Doris Zinkeisen: Retrato 'New Idea' com Fundo Padronizado, Doris Zinkeisen: Retrato New Idea'com Fundo de Folha e Doris Zinkeisen: com seus pincéis.
Doris Zinkeisen: Retrato New Idea com fundo de folha foi a primeira capa fotográfica de The Home, lançada em Sydney em 1920 e inspirada nas revistas americanas Vanity Fair e House & Garden. Diz-se que Zinkeisen resumiu a "Nova Beleza Feminina" descrita por The Home em 1929 como "total simplicidade de linhas, de cantos, ângulos, magreza, nitidez ... vinte anos atrás, nascemos curvilíneos e agora nascemos retos". O fundo de folha foi pintado pelo artista australiano Adrian Feint. As fotografias fazem parte da coleção Cazneaux da Art Gallery of New South Wales.

## Vida pessoal
Em 1922, enquanto trabalhava com Nigel Playfair, Zinkeisen conheceu James Whale. Os dois foram considerados um casal por cerca de dois anos, apesar de Whale viver como um homem gay. O casal teria ficado noivo em 1924, mas em 1925 o noivado foi cancelado. Zinkeisen se casou com Edward Grahame Johnstone, um oficial da marinha em 1927 e teve duas filhas gêmeas em junho de 1928, as ilustradoras de livros infantis Janet e Anne Grahame Johnstone e um filho, Murray Johnstone. Zinkeisen era uma excelente amazona e ganhou a Copa de Moscou no International Horse Show em 1934. Grahame Johnstone morreu em 1946 e as meninas gêmeas de Zinkeisen viveram com sua mãe, mudando-se com ela para Suffolk em 1966. Zinkeisen viveu mais que a sua filha Janet, que morreu em um acidente em 1979.
Doris Zinkeisen morreu em 3 de janeiro de 1991, em Badingham, Suffolk, aos 92 anos.

## Livros
- Zinkeisen, Doris (1938). Designing for the Stage. [S.l.]: The Studio
- Priestley, J. B.; Doris Zinkeisen (1948). The high toby: a play for the toy theatre (with scenery and characters by Doris Zinkeisen). [S.l.]: Penguin Books